# Angelina Grün
Angelina Grün (Dušanbe, 2 dicembre 1979) è una pallavolista ed ex giocatrice di beach volley tedesca.
Gioca nel ruolo di schiacciatrice ed opposto.

## Carriera
La carriera di Angelina Grün inizia nel 1990 nel settore giovanile del VC Essen Borbeck. Nel 1996 inizia la carriera da professionista nell'Unabhängiger Sportclub Münster, con cui vince una Bundesliga e due edizioni della Coppa di Germania. Nel 1997 debutta anche in nazionale.
Nella stagione 2001-02 viene ingaggiata per la prima volta all'estero, andando a giocare in Italia nel Volley Modena. Nei due anni trascorsi a Modena vince una Coppa Italia, una Supercoppa italiana ed una Coppa CEV. In questo periodo riesce ad ottenere buoni risultati anche in nazionale, vincendo la medaglia di bronzo al World Grand Prix nel 2002 ed al campionato europeo del 2003.
Nella stagione 2003-04 passa al Volley Bergamo, cui gioca per cinque stagioni: nella prima vince il suo primo scudetto e la Coppa CEV, nella seconda vince la Supercoppa italiana e la sua prima Champions League, nella terza vince campionato e Coppa Italia, nella quarta vince la sua seconda Champions League, di cui viene eletta MVP, e nella quinta vince nuovamente la Coppa Italia. Nel 2007, dopo aver disputato il torneo di qualificazione europeo al World Grand Prix 2008, di cui viene anche elette MVP e miglior attaccante, si ritira dalla nazionale tedesca.
Nella stagione 2008-09 passa al VakıfBank Güneş Sigorta Spor Kulübü in Turchia; col club di Istanbul vince la regular season del campionato turco, ma viene eliminata ai quarti di finale dei play-off. Al termine della stagione decide di ritirarsi dalla pallavolo per dedicarsi al  beach volley, in coppia con Rieke Brink.
Nel 2011 torna in nazionale per disputare il campionato europeo, dove vince la medaglia d'argento e dimostra di giocare su alti livelli. Queste buone impressioni vengono confermate durante la Coppa del Mondo femminile di pallavolo 2011, dove con la sua nazionale si classifica sesta. Nel mese di dicembre lascia la Germania per trasferirsi nella Dinamo Mosca, con la quale vince la coppa di Russia 2011, venendo premiata anche come miglior giocatrice.
Nella stagione 2012-13 viene ingaggiata dal Rabitə Bakı Voleybol Klubu, in Azerbaigian, col quale vince lo scudetto; al termine del campionato si prende nuovamente una pausa dalla pallavolo, questa volta per maternità.

## Palmarès

### Club
- Campionato tedesco: 1

1996-97
- Campionato italiano: 2

2003-04, 2005-06
- Campionato azero: 1

2012-13
- Coppa di Germania: 2

1996-97, 1999-00
- Coppa Italia: 3

2001-02, 2005-06, 2007-08
- Coppa di Russia: 1

2011
- Supercoppa italiana: 2

2002, 2004
- CEV Champions League: 2

2004-05, 2006-07
- Coppa CEV: 2

2001-02, 2003-04

### Premi individuali
- 2000 - Pallavolista tedesca dell'anno
- 2001 - Pallavolista tedesca dell'anno
- 2002 - Pallavolista tedesca dell'anno
- 2003 - Pallavolista tedesca dell'anno
- 2004 - Pallavolista tedesca dell'anno
- 2005 - Pallavolista tedesca dell'anno
- 2006 - Champions League: Miglior servizio
- 2006 - Pallavolista tedesca dell'anno
- 2007 - Champions League: MVP
- 2007 - Torneo di qualificazione al World Grand Prix 2008: MVP
- 2007 - Torneo di qualificazione al World Grand Prix 2008: Miglior attaccante
- 2007 - Pallavolista tedesca dell'anno
- 2008 - Pallavolista tedesca dell'anno
- 2011 - Campionato europeo: Miglior ricevitrice
- 2011 - Coppa di Russia: MVP